# Gregg Rudloff
Gregg Rudloff (Los Angeles, Kalifornia, 1955. november 2. – Los Angeles, Kalifornia, 2019. január 6.) háromszoros Oscar-díjas amerikai hangmérnök.

## Élete
Három Oscar-díjat nyert a legjobb hangkeverés kategóriában és négy további jelölése volt ugyan ebben a kategóriában. 1982-től haláláig több mint 200 filmben működött közre hangkeverőként. Apja Tex Rudloff hangmérnök volt, akit 1978-ban jelöltek Oscar-díjra.

## Díjai, jelölései
- Oscar-díj a legjobb hangkeverésnek
  - győztes
    - Az ötvennegyedik hadtest (Glory) (1989)
    - Mátrix (The Matrix) (1999)
    - Mad Max – A harag útja (Mad Max: Fury Road) (2015)

  - jelölés
    - Viharzóna (The Perfect Storm) (2000)
    - A dicsőség zászlaja (Flags of Our Fathers) (2006)
    - Az Argo-akció (Argo) (2012)
    - Amerikai mesterlövész (American Sniper) (2014)
- Primetime Emmy-díj
  - győztes
    - Korai tél (An Early Frost) (1985)
- BAFTA-díj a legjobb hangnak
  - győztes
    - Mátrix (The Matrix) (1999)

  - jelölés
    - Viharzóna (The Perfect Storm) (2000)
    - Elcserélt életek (Changeling) (2009)
    - Amerikai mesterlövész (American Sniper) (2014)
    - Mad Max – A harag útja (Mad Max: Fury Road) (2015)